# Slaget ved Adairsville
Slaget ved Adairsville var et slag i Atlanta kampagnen som blev udkæmpet under den amerikanske borgerkrig den 17. maj 1864, lidt nordøst for Rome i Georgia. Det var et henholdende slag, som gav general Joseph E. Johnston mulighed for at opstille en fælde for Unionshæren ved Cassville. 

## Forspil
Efter slaget ved Resaca den 13.–15. maj trak general Joseph E. Johnstons hær sig mod syd med generalmajor William Tecumseh Sherman i hælene. Da han ikke fandt nogen god forsvarsposition syd for Calhoun, fortsatte Johnston til Adairsville mens hans kavaleri holdt Unionshæren på afstand. 

## Slaget
Da han var kommet over Oostanaulafloden forsøgte Johnston at stoppe op og tvinge Unionshæren til at bekosteligt angreb. Han regnede med at finde et passende område i nærheden af Calhoun, men deri blev han skuffet og i løbet af natten mellem den 16. og 17. maj førte han den konfødererede hær syd på mod Adairsville. Sherman fulgte efter, delte sine styrker i tre kolonner og rykkede frem over en bred front. Der var ildkampe langs ruten, men hovedstyrkerne kom ikke i kamp. 
Ved Adairsville håbede Johnston igen af finde et godt sted at udkæmpe et slag, men også der var terrænet ikke anvendeligt til forsvar og den konfødererede kommandør var tvunget til at fortsætte tilbagetrækningen. Mens han faldt tilbage udtænkte Johnston en strategi, som han håbede ville føre til ødelæggelsen af en del af Shermans styrke. Der var to veje, som førte sydpå fra Adairsville—en der gik syd på til Kingston og en anden der gik til Cassville. Det forekom sandsynligt at Sherman ville dele sin hær og bruge begge veje. Det ville give Johnston muligheden for at angribe den ene kolonne inden den anden kunne komme den til hjælp. 
Da sydstatshæren opgav Adairsville i løbet af natten mellem den 17. og 18. maj sendte Johnston William J. Hardees Korps til Kingston ens han faldt tilbage i retning af Cassville med resten af hæren. Han håbede at Sherman ville tro at de fleste af sydstatsfolkene var i Kingston og koncentrere hovedparten af sin styrke der. Hardee ville så holde Nordstatshæren stangen ved Kingston mens Johnston sammen med Leonidas Polk og John Bell Hood ødelagde den mindre Unionskolonne ved Cassville.
Sherman reagerede som Johnston havde håbet og beordrede James B. McPherson og hovedparten af George Henry Thomass hær i retning af Kingston mens han blot sendte John M. Schofield og et korps fra Thomas' hær ad vejen til Cassville. Om morgenen den 19. maj beordrede  Johnston Hood til at marchere ad en markvej et par kilometer mod øst for Adairsville-Cassville vejen og opstille sit korps til kamp med front mod vest. Mens Polk angreb fronten på Unionskolonnen skulle Hood gå løs på dens venstre flanke. Da Hood rykkede i stilling opdagede han at der var Nordstatssoldater mod øst. De var en kilde til store fare, for havde Hood stillet op med front mod vest ville disse Nordstatssoldater have været i stilling til at angribe hans korps i den udsatte flanke og bagområdet. Efter en kort træfning med nordstatssoldaterne faldt Hood tilbage og sluttede sig til Polk. Johnston, som regnede med at chancen for et vellykket slag var forpasset beordrede Hood og Polk til at rykke til en ny linje syd for Cassville hvor Hardee sluttede sig til dem, efter at være blevet presset ud af Kingston. Johnston opstillede sin hær på en bakkekam og håbede på at Sherman ville angribe ham der den 20. maj. Som sædvanlig var sydstatskommandøren fuld af tro på at kunne slå fjenden tilbage.   
I løbet af natten trak de konfødererede sig tilbage over Etowah floden. De trak sig tilbage med blandede følelser. De havde mistet en stærk position ved Dalton og var faldet tilbage fra Resaca, Calhoun og Adairsville. Nu trak de sig tilbage i ly af mørket. Om morgenen mens de gjorde sig klar til slag havde humøret været højt. Nu var deres skuffelse bitter. Selv om moralen ville stige i de kommende dage ville mange soldater aldrig igen sætte deres lid til Johnston's evner i samme grad som tidligere.

## Efterspil
Den nat holdt de konfødererede ledere krigsråd. Præcis hvad der var sket er stadig omstridt. Ifølge Johnston rapporterede Polk og Hood at deres linjer ikke kunne holdes og tilrådede kraftigt at hæren trak sig tilbage. Da han regnede med at korpskommandørernes bekymringer ville blive overført til tropperne og dermed svække hærens selvsikkerhed gav Johnston efter for disse krav, selv om han troede at stillingen kunne holdes. Ifølge Hood, hvis erindringer om krigsrådet afviger betydeligt fra Johnstons, fortalte han og Polk Johnston at linjen ikke kunne holdes ved et angreb, men at linjen var en god stilling hvorfra man kunne rykke frem mod fjenden. Johnston var imidlertid uvillig til at risikere et offensivt slag og besluttede at falde tilbage over Etowah floden. Det er ikke muligt at afgøre denne uenighed endegyldigt, men hovedparten af det eksisterende bevismateriale støtter Hood's version af krigsrådet. Johnston var bestemt ikke tvunget til at lade råd fra sine underordnede gå forud for hans egen vurdering. Ansvaret for at opgive stillingen ved Cassville lå på den øverstkommanderende. 